# Aragosta a colazione
Aragosta a colazione è un film del 1979 diretto da Giorgio Capitani

## Trama
Enrico Tucci è un uomo che nella vita ha collezionato solo fallimenti: sia sul lavoro, dove è ad un passo dall'ennesimo licenziamento come venditore di sanitari, che nella vita privata, dove è sposato con Matilde, cameriera in un ristorante, che lo reputa un fallito; non gli riesce nemmeno di suicidarsi né col gas, perché la bombola è scarica, né buttandosi di sotto perché finisce su camion che trasporta materassi; totalmente diversa è la vita di Mario Spinosi, ex calciatore ora mantenuto dalla ricca moglie Carla che con Enrico ha solo in comune il fatto di essere stati ex compagni di scuola.
Per evitare l'ennesimo licenziamento, dopo aver visto la sua foto su un giornale,  Enrico chiede aiuto proprio a Mario, il quale, però, approfittando della partenza della moglie, ha combinato una serata con la giovane hostess Monique e all'inizio lo caccia via in malo modo, ma quando la consorte torna a sorpresa lo spaccia per il marito di Monique, impegnandosi ad acquistare un congruo numero di sanitari.

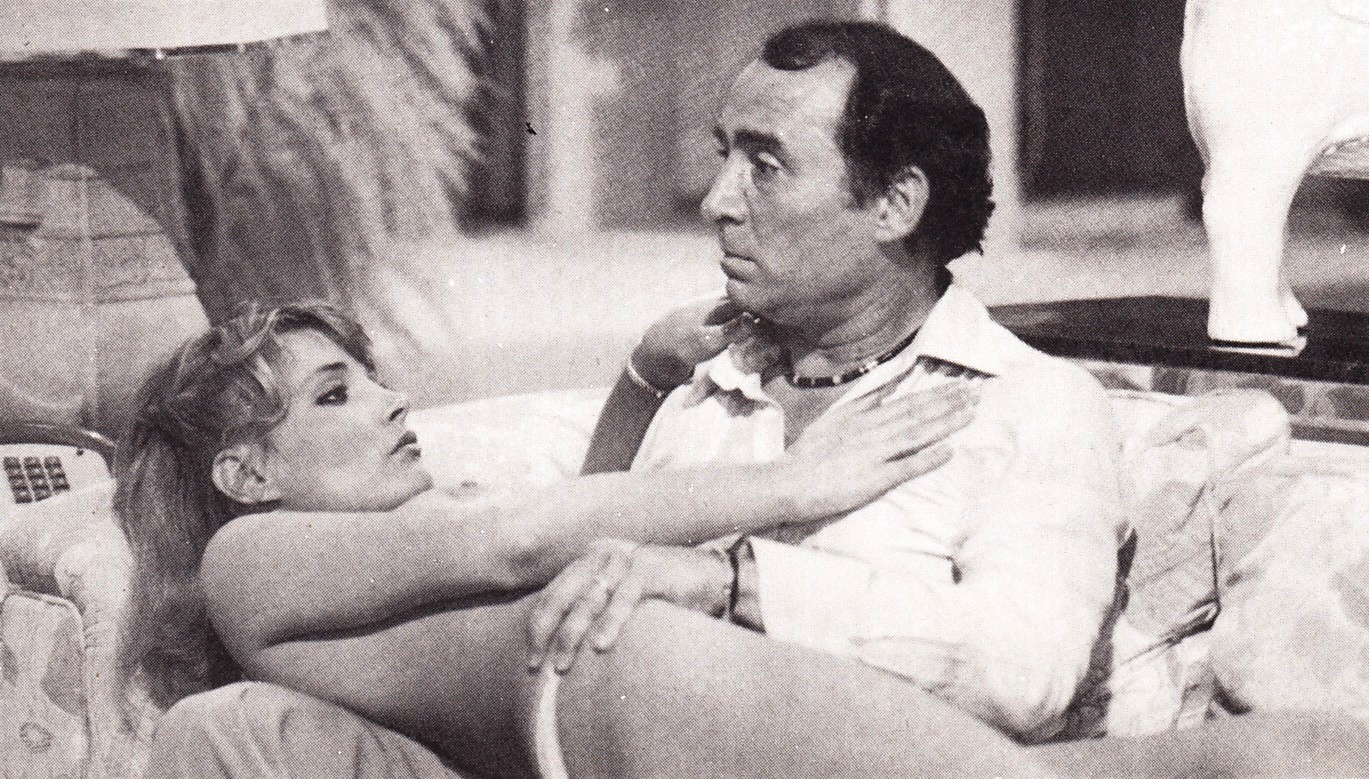
Monique e Mario (Claude Brasseur) in uno scatto di scena

Per una serie di equivoci Enrico si troverà invitato ad una cena organizzata da Carla per convincere un importante imprenditore tedesco a firmare un contratto con lei, il cui catering è fatto proprio dal ristorante in cui lavora Matilde; la cena va avanti tra equivoci e situazioni tragicomiche, che vedono Enrico sul punto di chiudere un affare miliardario con l'imprenditore tedesco, che crede che il "tulipano nero" che vende Enrico sia una rarissima specie di fiore e non una linea di sanitari. Scoperta la verità Enrico perde contemporaneamente lavoro e moglie, ma diventa l'amante di Carla che alla fine scoprirà il tradimento di Mario con Monique.
Dopo un periodo di convivenza tra Enrico e Carla entrambi diventano amanti dei rispettivi consorti, senza però avere il coraggio di lasciarsi; alla fine sarà Carla a prendere l'iniziativa andando a chiedere a Matilde di riprendersi il marito. L'ultimo divertente equivoco del film porta Carla, Mario e Matilde a credere che Enrico stia di nuovo tentando il suicidio, in realtà si sta solo nascondendo da Carla per paura di affrontarla; per convincere Enrico a non buttarsi di sotto Mario e Carla promettono vari regali, Enrico alla fine cade di sotto, ma anche stavolta si salva rimbalzando sul solito camion che trasporta materassi.

## Curiosità
La trama del film presenta delle similitudini con Odio le bionde girato nel 1980 dallo stesso Giorgio Capitani. Il protagonista anche in quel film è Enrico Montesano, mentre il co-protagonista, che in questo film è Claude Brasseur, nel film in questione è interpretato da Jean Rochefort.
Sempre questo film ha delle similitudini con Quando la coppia scoppia girato nel 1981 da Steno e sempre con Enrico Montesano e Claude Brasseur.